# 王茂 (南朝)
王茂（456年—515年）。字休远，一字茂生，太原郡祁县（今山西省祁县）人，南朝梁将领。

## 生平
王茂少年时习武，研读兵书，通晓战略。刘宋末起家奉朝请。昇明末年，历任后军行参军、太尉中兵参军、临湘令、越骑校尉。北魏军攻兖州，王茂以宁朔将军长史镇守北境，转任宁朔将军、江夏内史。
南齐建武初年，从萧衍北上救援司州（治今河南信阳），大破魏将王肃，还军，以功迁辅国长史、襄阳太守。在南齐，官至为台郎。南齐将亡时，求为边职。永元三年（501年）萧衍自雍州起兵，他为先锋，与郢州刺史曹景宗大破齐军于朱雀航（在今江苏南京秦淮河）南。破京城建康，功居第一，为侍中、领军将军。
天监元年（502年），梁武帝即位，王茂以元勋功臣封望蔡县公，历官护军将军、侍中、领军将军、中卫将军、车骑将军、开府仪同三司等职，江州刺史陈伯之举兵叛，以征南将军、江州刺史领军南讨。陈伯之大败，逃奔北魏。当时九江经过军祸，王茂务农省役，安定百姓。天监四年，北魏攻汉中，王茂受诏西御，北魏班师。天监六年，迁尚书右仆射。后官至司空。王茂性情宽厚，居处方正，很有时望。
天监十四年四月丁丑（515年5月3日）病卒，谥号忠烈。

## 延伸阅读
[在维基数据编辑]
 《梁書·卷09》，出自姚思廉《梁書》